# Iratan e Iracema
Iratan e Iracema - Os Meninos Mais Malcriados do Mundo é um livro de fantasia infantil escrito por Olavo d'Eça Leal e publicado em 1939.
O livro é a compilação de 38 textos, que à maneira de um folhetim radiofónico, o autor leu aos microfones da Emissora Nacional, em programas de meia hora de recreio para crianças. Paulo Ferreira, ilustrador referencial da segunda geração modernista e da Política do Espírito do Estado Novo, ilustra a saga dos meninos mais malcriados e também os mais imaginativos do mundo. O livro é dedicado ao filho, Paulo Guilherme d'Eça Leal.
A obra venceu o Prémio Maria Amália Vaz de Carvalho (Literatura Infantil) do Concurso dos Prémios Literários (1939) do Secretariado de Propaganda Nacional.
A terceira edição, com ilustrações de Paulo Guilherme, foi lançada em 1987. O livro foi adaptado ao cinema, também em 1987, por Paulo Guilherme.

## Enredo
O livro trata das aventuras de um turbulento casal de irmãos que, um belo dia, tomam a decisão de se desviar do rotineiro caminho para a escola e se envolvem em fantasiosas aventuras em extraordinários mundos que, ancorados no fabulário tradicional, evocam, pela sua bizarria e surrealismo, a Alice de Lewis Carrol.